# Luceriola compripalpis
Luceriola compripalpis är en fjärilsart som beskrevs av Embrik Strand 1920. Luceriola compripalpis ingår i släktet Luceriola och familjen nattflyn. Inga underarter finns listade i Catalogue of Life.